# Мустафа Челеби хамам
Мустафа Челеби хамам (на македонска литературна норма: Амам „Мустафа Челеби“, на турски: Mustafa Çelebi Hamam) е хамам, турска баня в град Струга, Северна Македония. Хамамът е важен паметник на османската градска архитектура и обявен за значимо културно наследство на Северна Македония.
Хамамът е разположен в комплекса на Мустафа Челеби джамия (края на XV – началото на XVII век), между улиците „Туристичка“ и „Вардар“.
На 7 декември 1954 година и отново на 30 декември 2003 година сградата е обявена за значимо културно наследство на Република Македония.